# Bittere kaaszwam
De bittere kaaszwam (Amaropostia stiptica) is een schimmel behorend tot de orde Polyporales. Hij leeft saprotroof op stronken, takken en stammen, soms op bewerkt hout. Hij is bekendvan naaldhout: Spar (Picea) en Den (Pinus), soms op andere soorten naaldbomen en miner vaak op loofhout: o.a. Eik (Quercus), Esdoorn (Acer) en Linde (Tilia). Hij veroorzaakt bruinrot.

## Kenmerken

### Uiterlijke kenmerken
De vruchtlichamen zijn eenjarig. Ze worden 3 tot 7 cm breed en staan 3 tot 6 cm van het substraat. Ondanks de relatief grote dikte van enkele centimeters is de rand scherp begrensd. De hoeden zijn min of meer zuiver wit getint, maar worden bij het drogen romig tot vuilgeel. Ze vertonen geen verkleuring wanneer ze worden gekneusd. Ze harden uit en hun grootte neemt aanzienlijk af. De bovenzijde is nauwelijks behaard en vaak wat gerimpeld. Jong en bij vochtig weer zetten zich aan de onderzijde melkwitte, bitter smakende guttatiedruppels af. De smaak van het vlees (trama) is erg bitter.
De sporenprint is wit. 

### Microscopische kenmerken
De basidiosporen zijn glad, dunwandig, ellipsoïde van vorm. Ze hebben een puntig uiteinde aan het ene uiteinde en zijn licht gebogen in de vorm van een komma. Ze meten 3,5-5,5 × 1-1,5 μm.

## Ecologie en habitat
De bittere kaaszwam wordt vaak aangetroffen in door mensen beïnvloede sparren-, dennen- en gemengde naaldbossen. Ze komen vooral voor als ze zuur zijn. Het is veel minder gebruikelijk om hem te vinden in overeenkomstige bijna natuurlijke naaldbossen. De schimmel komt minder vaak voor in andere bosgemeenschappen.
De soort groeit in de vlakke tot de bergachtige hoogtezones. Boven de 1000 meter wordt hij zelden gevonden. Op dennen wordt hij voornamelijk gevonden in gronddroge, vlakke tot colline lagen. Wat sparren betreft, heeft de zwam de neiging zich in verse grond tot vochtige, sub- tot hooggebergtegebieden te bevinden.
De vruchtlichamen groeien alleen of samen tot dakpannen op dode stammen, stronken en stammen, evenals takken. Hij wordt voornamelijk op naaldbomen, vooral sparren, gevonden. Hij wordt zelden gevonden op loofhout-soorten. De vruchtlichamen groeien in de zomer en herfst van eind juni tot begin november. Overlevende exemplaren zijn het hele jaar door te vinden.

## Verspreiding
De bittere kaaszwam komt voor in het Holarctisch gebied, waar hij wordt gevonden in de meridionale tot subboreale gebieden. In het Holarctisch gebied komt de schimmel voor in Noord-Amerika (Canada, VS), Europa en Noord-Azië (Kaukasus, Kazachstan, Siberië, China). Daarnaast is zijn voorkomen aangetoond in Argentinië, Pakistan, Australië en Nieuw-Zeeland.
In Europa wordt hij vanuit Portugal en Spanje bijna over het hele continent verspreid tot Centraal Rusland, de Oeral en de Kaukasus. Alleen in Ierland, Letland, Albanië en Griekenland is hij nog niet gevonden. 
In Nederland komt hij zeer algemeen voor. Hij staat niet op de rode lijst en is niet bedreigd.